# Obermeitingen
Obermeitingen è un comune tedesco di 1 565 abitanti, situato nel land della Baviera.